# Стюарт, Реджинальд
Реджинальд Стюарт (англ. Reginald Stewart; 20 апреля 1900, Эдинбург — 8 июля 1984, Санта-Барбара) — канадский пианист, дирижёр и музыкальный педагог шотландского происхождения.
Сын органиста Джорджа Уотсона Стюарта (1870—1961). Начал обучение музыке в своём родном городе, затем в 1912 году вместе с семьёй переехал в Канаду. Учился в Торонто у Марка Гамбурга, с которым сотрудничал его отец, позднее стажировался в Париже у Нади Буланже и Изидора Филиппа.
На всём протяжении 1920-х годов выступал в различных регионах Канады как пианист и дирижёр, разнообразя свой концертный график выступлениями в Великобритании (появившись, в частности, в 1930 году как солист с Лондонским симфоническим оркестром). С 1931 года был дирижёром Торонтского симфонического оркестра наряду с Эрнестом Макмилланом; руководил также Торонтским Баховским хором, дирижировал оперными радиотрансляциями.
В 1942 году перебрался в Балтимор, возглавив одновременно Балтиморский симфонический оркестр и Консерваторию Пибоди. Стюарт руководил оркестром до 1952 года и консерваторией до 1958 года, после чего отправился в продолжительный гастрольный тур как дирижёр, выступая с различными оркестрами в Старом и Новом Свете. В 1962 году он обосновался в Санта-Барбаре, где на протяжении многих лет преподавал, а затем и возглавлял отделение фортепиано в Музыкальной академии на Западе.
Оставил ряд записей как пианист (выполнены в 1930-60-е годы).